# Guillaume IV de Montaigu
Guillaume de Montaigu est le 24e abbé général de Cîteaux de 1238 à 1243.

## Biographie
Guillaume de Montaigu est né dans la dernière partie du XIIe siècle. Il fut d'abord prieur de l'abbaye de Clairvaux, puis abbé en 1233-1234 sous le nom de Guillaume II de l’abbaye de La Ferté (située en Saône-et-Loire, une des quatre premières abbayes filles de Cîteaux avec Pontigny, Clairvaux et Morimond), puis abbé de Citeaux.
Guillaume de Montaigu est à l’origine indirecte de la fondation de l’abbaye de la Clarté-Dieu (la 25e et dernière fille directe de Cîteaux, en partie détruite depuis la Révolution française). En effet, en 1238, Pierre des Roches, évêque de Winchester en Angleterre, sentant sa fin approcher, confie à Guillaume une somme de 3 000 écus d’or afin d’entreprendre la construction d’un monastère cistercien dans la région tourangelle dont il est natif. Respectant les volontés du mourant, Guillaume confie à l’abbé de l’Epau près du Mans, le soin de choisir un site pour y construire l’abbaye de la Clarté-Dieu. Les premiers moines venus de Cîteaux s’y établissent dès le 22 juillet 1240. Guillaume décide aussi de la position juridique de l’abbaye de moniales cisterciennes du Saulchoir, près de Tournai en Belgique : si elle devient maison-fille de Braille, dans le diocèse d'Arras (qui doit donc fournir des religieuses), elle dépend directement de l’abbaye de Cîteaux dont l’abbé fera la visite canonique prescrite par la Charte de Charité cistercienne, qui est la constitution de l’ordre, définissant notamment les rapports des maisons entre elles.
En 1239, les terres de Cîteaux d’étendent aussi à proximité de l'abbaye par le don des terres de Broindon,  dont les moines entreprennent le drainage. À la même époque, la lutte reprend notamment sur des prétentions territoriales entre Frédéric II, à la tête du Saint Empire Romain Germanique et le pape Grégoire IX. Ce dernier, après avoir excommunié Frédéric II en mars 1239, puis défendu Rome, convoque des évêques et prélats à Rome pour déterminer les suites à donner afin de contrer définitivement les ambitions Frédéric II. En mai 1241, environ 150 évêques, ainsi que les abbés de Cîteaux et Cluny prennent la route de Rome par la mer. Capturés lors de la bataille de l’île de Giglio, ils sont constitués prisonniers par Frédéric II,. Le roi de France, Louis IX, obtient à force d’insistance que les Français soient relâchés.
Son abbatiat prend fin en 1243. Vers la fin de sa vie, Guillaume abdique le gouvernement de Cîteaux, se retire au monastère de Clairvaux, ancienne abbaye cistercienne au rayonnement considérable. Il y meurt en habit de simple moine, le 19 mai 1246.